# Séverine (cântăreață)
Séverine (n. 10 octombrie 1948, Paris, Île-de-France, Franța, ca Josiane Grizeau) este o cântăreață franceză. A câștigat concursul muzical Eurovision 1971 pentru Monaco cu piesa Un banc, un arbre, une rue (O bancă, un arbore, o stradă).